# Mühlhausen/Thüringen
Mühlhausen/Thüringen (từ 1975 đến 1991 Mühlhausen Thomas-Müntzer-Stadt) là huyện lỵ của  Unstrut-Hainich-Kreis và là thành phố lớn thứ chín ở Thüringen. Thị trấn ở phía tây bắc của bang Thüringen nằm bên sông Unstrut, một nhánh của sông Saale, cách thủ đô Erfurt của bang khoảng 55 km về phía tây bắc và được xếp hạng là một trung tâm cỡ trung bình.
Vào thời Trung cổ, thành phố hoàng gia Mühlhausen và Nordhausen là những thành phố hùng mạnh nhất ở Thüringen sau Erfurt. Hội chợ Mühlhausen, được  27 xã tổ chức hàng năm trong một tuần, diễn ra lần đầu tiên vào năm 1877 và là hội chợ thành phố lớn nhất ở Đức.
Mühlhausen còn được biết đến với di sản lịch sử phong phú, đây là nơi Johann Sebastian Bach và Thomas Müntzer làm việc và là một thành phố hoàng gia cho đến năm 1802. Nhiều tòa nhà lịch sử như tường thành hay Marienkirche vẫn chứng tỏ tầm quan trọng trước đây. Johann August Röbling, người thiết kế Cầu Brooklyn ở Thành phố New York, đến từ Mühlhausen.
Năm 2016, Mühlhausen được Cộng đồng các Giáo hội Tin Lành ở Châu Âu trao tặng danh hiệu danh dự "Thành phố Cải cách Châu Âu".